# CKEB (Vostok)
CKEB (Vostok) bylo jméno závodních motocyklů vyráběné v Serpuchově v bývalém Sovětském svazu.

## Motocyklový průmysl v SSSR
Výroba motocyklů začala v Sovětském svazu až v polovině třicátých let 20. století ve čtyřech manufakturních provozech. Jedním z provozů, kde se vyráběly motocykly, byl Podolský strojní závod (ПМЗ), který vyráběl motocykly PZM s dvoudobým motorem o objemu 125 cm³. Hospodářská rada Rady lidových komisařů SSSR přijala dne 9. května 1939 usnesení č. 428 „O organizaci výroby maloobjemových motocyklů“. Konkrétní kroky k naplnění usnesení prováděla Hlavní správa pro výrobu motocyklů a jízdních kol (Главмотовелопром). Zaběhlá výroba z Podolského strojního závodu byla zastavena ve prospěch výroby munice.  Dne 7. července 1939 vznikl Serpuchovský motocyklový závod (SMZ), který převzal výrobu motocyklů PZM, nově pod jménem ML-3. Název byl strohý; motocykly byly na příděl a továrna nemusela soutěžit o zákazníky atraktivním názvem. Číslo v názvu odkazovalo na výkon motoru, který měl 3 koňské síly, písmena vyjadřovala, že jde o motocykl, který byl zkonstruován v Leningradu. Konstrukční tým z Leningradského závodu Vulkan zkonstruoval pro SMZ později motocykl L-8 se čtyřdobým OHV motorem objemu 350 cm³ a výkonem 8 koňských sil. V roce 1941 byla vyrobena série 180 kusů motocyklů L-8.
Německo, tehdejší spojenec Sovětského svazu porušilo Smlouvu o přátelství, spolupráci a vymezení demarkační linie. Wehrmacht překročil demarkační linii, kterou si Sovětský svaz a Německo rozdělili území Polska a pokračoval dál na východ. Sovětský svaz přešel na válečnou výrobu. Serpuchovský motocyklový závod začal vyrábět pro armádu.                
Rudá armáda urputně bránila území Sovětského svazu, přešla do protiútoku a získávala zpět území. Kromě územních zisků byl přínosem i zisk kořistního materiálu, včetně motocyklů.  Serpuchovský motocyklový závod byl pověřen opravou ukořistěné motocyklové techniky. Sovětský svaz byl příjemce americké vojenské pomoci v rámci Zákona o půjčce a pronájmu (Lend-Lease Act). Vláda USA dodávala mimo jiné i motocykly Harley - Davidson a Indian. V továrně se tyto motocykly vybavovaly přívěsnými vozíky, vyráběnými v motocyklové továrně ve městě Irbit. Mimo samotnou montáž vyráběla továrna i potřebné spojovací součástky.                                  

## Historie konstrukční kanceláře
Konstrukce motocyklů procházející továrnou zkoumali technici Vedoucí konstrukční kanceláře (ВКБ), kterou zřídil Státní výbor obrany na jaře roku 1942. Na základě laboratorních zkoušek spočívajících v rozboru materiálu a  silničních zkoušek testující odolnost motocyklů byly navrženy v letech 1944 a 1945 typy motocyklů pro poválečné období. Po skončení války se technici VKB podíleli na stěhování továren z Německa, které byly určeny jako válečná reparace. Přesun továrny DKW, která byla největším motocyklovým výrobcem na světě byl zásadní pro sovětský motocyklový průmysl. Spolu se výrobním zařízením továren využili v sovětských továrnách i technickou dokumentaci.

## CKEB
V únoru 1946 byla Vedoucí konstrukční kancelář reorganizována na Centrální konstrukční a experimentální úřad pro výrobu motocyklů (CKEB, rusky ЦКЭБ). Vedle CKEB existovala také CKB (ЦКБ - Центральное конструкторское бюро мотоциклетного производства) řízená náčelníkem a hlavním konstruktérem V. V. Pogožinem.
Experimentální cestovní motocykly z 50. let 20. století, jako jednoválcový M-31 nebo dvouválcový vidlicový M-53, měly pohon zadního kola kardanovou hřídelí, které bylo kromě firmy BMW zřídka použitým řešením. Je evidentní, že návrh kardanové hřídele vznikl po studiu motocyklů BMW. Sériová výroba však nebyla zahájena.
Od konce čtyřicátých let 20. století vyvíjeli v CKEB kapalinou chlazené motory s přeplňováním. Dva písty měly společný spalovací prostor,  jednalo se tedy o motor s podvojnými písty. Na rozdíl od motorů s podvojnými písty jiných výrobců, byl každý píst spojen ojnicí se svým klikovým hřídelem. Konstrukce připomínala dva klasické jednoválce, které byly v poloze obráceného „V" spojeny společnou hlavou, resp. společným spalovacím prostorem. 
Tato konstrukce byla použita u tří motocyklů, které byly označeny pouze písmenem „S" (podle města Serpuchov) a číslem. Číslo 1 bylo vyhrazeno třídě 125 cm³, číslo 2 třídě 250 cm³ a číslo 3 třídě 350 cm³. První motocykl S1B měl jednoválcový motor (dva písty) o objemu 125 cm³ a další dva motocykly S2B a S3B měly dvouválcové motory (čtyři písty) o objemu 250 cm³ a 350 cm³. Tyto motory měly výkon 18 koňských sil, 40 koňských sil a 50 koňských sil.  
Vysoký výkon byl výsledkem přeplňování motoru. V meziválečném období byla lídrem v používání přeplňování právě firma DKW, jejíž výrobní dokumentace byla k dispozici sovětským technikům. Vysoký výkon postačoval na překonání několika rychlostních rekordů. Na silničních závodech nebylo možno tyto motory použít jak z důvodů předpisů FIM, tak pro jejich nevhodnou charakteristiku.

## Silniční závodní motocykly
Dosah úspěchů v překonávání rychlostních rekordů nebyl velký. Většímu zájmu veřejnosti se těšily závody, které umožňovaly sledovat soutěžení motocyklů v reálném čase. Účast na prestižních závodech se pohybovala v řádu statisíců diváků. O závodech referoval tisk. Se zrodem mistrovství světa motocyklů v roce 1949 přesvědčil ředitel CKEB Svjatoslav Jurijevič Ivanickij sovětské politické orgány, aby vstoupily do velkého turné mezinárodních soutěží z důvodů prestiže, rozvoje technologií a také trhu.     
K úspěchu v mezinárodních závodech nepostačovala pouze síla motoru a dobrá aerodynamika. Vývoje konkurenceschopného motocyklu, který by splňoval předpisy FIM se v roce 1953 ujal tým Svjatoslava Jurijeviče Ivanického. Ani tehdy se motocykly nedočkaly pojmenování. Byl však vylepšen systém označování jednotlivých typů motocyklů. Typové číslo bylo odvozeno ze zdvihového objemu a roku výroby (např. "S-259" je motocykl 250 cm³, vyrobený v roce 1959).   
První motocykl S-154  byl vybaven vzduchem chlazeným jednoválcovým čtyřdobým motorem o objemu 124 cm³ o výkonu 12,5 koňských sil, se dvěma vačkovými hřídeli v hlavě, které byly poháněny svislou hřídelí. Následující motocykly byly dvouválce: S-254 (248 cm³, 23 k), S-354 (348 cm³, 36,5 k) a S-555 (498 cm³, 50 k). Třistapadesátka a „půllitr" měly zadní kolo poháněno kardanem. Kvality motocyklů mohly být ověřeny pouze v soutěži se zahraničními stroji. Pro zahraniční premiéru byl zvolen okruh ve Finsku, které bylo geograficky blízko a podléhalo finlandizaci. Nedal se očekávat úspěch, a proto byl pro start sovětských závodníků Viktora Kulakova a Nikolaje Sevostjanova okruh, který nebyl součástí mistrovství světa Design motocyklů konstruktéra Jevgenije Matjušina upoutal pozornost zahraničního tisku i na druhé straně železné opony.
Velký vliv na konstrukci motocyklů ze Serpuchova měla dohoda o vědeckotechnické spolupráci podepsaná v roce 1958 s českými závody „Jawa“ a „ČZ". Společná práce s českými konstruktéry vedla ke vzniku pokročilejších motocyklů: jednoválcové S-159 (124 cm³, 21,2 k), dvouválcové S-259 (248 cm³, 37,2 k) a S-360 (348 cm³, 50,6 k).  Ruské zdroje, které heroizují Sovětský svaz, nemají pochybnost, že Jawě a ČZ přinesla úspěchy v mistrovství světa spolupráce se sovětskými techniky. Střízlivější media nemluví o spolupráci, ale o kopírování českých konstrukcí. Spolupráce s Československem otevřela možnost startovat na motocyklu CKEB (CKB) i československému jezdci Miroslavu Čadovi. Vzhledem k Čadově vztahu k socialistickému zřízení, které potvrdil 12. června 1974 podpisem spolupráce s StB, neměli Rusové obavy o vynášení informací o motocyklech. Čadovi v roce 1961 zapůjčili motocykl 250 cm³ a v roce 1962 motocykl 350 cm³. S těmito motocykly startoval na okruhu v Brně, který ještě nebyl v zařazen do seriálu mistrovství světa. Čada byl pozdější tajemník Velké ceny ČSSR cestovních automobilů a motocyklů v Brně.

## Vostok
Motocykl, pod značkou CKB, přihlásili Sověti do seriálu mistrovství světa silničních motocyklů. Na Velké ceně NDR, která se konala 30. července 1961 na okruhu v Sachsenringu se na nádrži motocyklu objevil nápis Vostok (Východ). Vostok bylo jméno vesmírné lodi, která vynesla Jurije Gagarina na oběžnou dráhu Země a přinesla vítězství Východu ve vesmírných závodech. Po vítězství v kosmu měla následovat vítězství na závodních okruzích. Vždyť i Jan Křivka, šéfkonstruktér sportovních motocyklů Jawa, který spolupracoval s CKEB měl zato, že pro Sovětský svaz není nic nemožné. 250 000 německých diváků doufalo ve vítězství domácího Ernsta Degnera, Sověty přivítali bučením a transparentem „SSSR, jdi domů!" Vítěz třídy 125 cm³ Ernst Degner na německém stroji MZ za několik týdnů emigroval na Západ. Sovětské motocykly do cíle nedojely. Za několik dnů byla vztyčena pod patronátem SSSR Berlínská zeď.
V roce 1962 CKEB vytvořil závodní motocykly s jednoválcovými dvoudobými motory s kapalinovým chlazením a kotoučovým šoupátkem S2-125 (124 cm³, 24 k) a S2-175 (174 cm³, 30 k). 
Další start motocyklů CKEB byl 19. srpna 1962 opět na okruhu v Sachsenringu na Grand Prix NDR. Nikolaj Petrovič Sevostjanov obsadil páté místo ve třídě 250 cm³ s motocyklem S-259 a šesté ve třídě 350 cm³ s motocyklem S-360. V roce 1963 startoval Nikolaj Sevostjanov ve třídě 500 cm³ a za celou sezónu získal 1 bod za šesté místo. Lépe se mu dařilo ve třídě 350 cm³, kde získal 5 bodů. V roce 1964 startoval Nikolaj Sevostjanov na dvouválcovém motocyklu S 360 (tedy třistapadesátce ročník 1960), který byl převrtaný na objem 352 cm³, aby mohl startovat ve třídě 500 cm³. I přes objemový hendikep se mu podařilo obsadit v závodech mistrovství světa v NDR a ve Finsku čtvrté místo a získat tak 6 bodů, které stačily na zisk celkového 12. místa na mistrovství světa.
Skutečnou senzaci však způsobilo to, že se v červenci 1964 na scéně mistrovství světa v NDR na okruhu Sachsenring objevily dva motocykly S-364 se čtyřválcovým čtyřdobým motorem (dva vačkové hřídele v hlavě, tři ventily na válec, 349 cm³, 59 k). Uváděný výkon (59 k) byl větší než u rychlejší Hondy, a tudíž byl nadsazený. Motocykly jezdily na 4. a 5. místě, ale pro technickou závadu musely odstoupit. Na dalším závodě pořádaném ve Finsku dne 30. srpna na okruhu v Imatře získal sovětský závodník estonské národnosti Endel Kiisa na tomto stroji 3. místo a čtyři body, které mu zajistily v mistrovství světa dělené 8. místo, spolu se Stanislavem Malinou a dalšími dvěma jezdci.
Dne 25. července 1965 na Velké ceně v Brně dosáhl Nikolaj Sevostjanov dalšího třetího místa opět ve třídě 350 cm³.
Mistrovství světa se Vostok zúčastnil znovu v roce 1968 s novým motocyklem „S-565“, určeným pro účast ve vyšší třídě do 500 ccm. Oproti „S-364“ byl zesílen rám a motor upraven na 494 cm³ a vybaven novou hlavu válců se třemi ventily na válec (jeden pro sání a dva pro výfuk). Maximální výkon byl 80 koní a maximální rychlost 250 km/h. Na Grand Prix Finska dne 4. srpna 1968 obsadil Sevostjanov 4. místo. V roce 1969 se ruské motocykly zúčastnily také jediného závodu, který byl pro tým poslední. V tomto závodě ve východním Německu obsadil Endel Kiisa 10. místo.
Motocykly CKEB (Vostok) jsou v sovětské mytologii motocykly, které byly na světové úrovni, a které jenom omezenost funkcionářů strany připravila o výraznější úspěchy. Západní odborníci naopak zdůrazňovali velké náklady, které orgány SSSR na propagaci sovětské techniky prostřednictvím závodních motocyklů vydávaly.  

#### Zisk bodů v závodech mistrovství světa
|      | 500 cm³ | 350 cm³ | 250 cm³ |                                                        |
| ---- | ------- | ------- | ------- | ------------------------------------------------------ |
| 1962 |         | 1       | 2       | Nikolaj Sevostjanov                                    |
| 1963 | 1       | 5       |         | Nikolaj Sevostjanov                                    |
| 1964 | 6       | 4       |         | Nikolaj Sevostjanov / Endel Kiisa (3. místo ve Finsku) |
| 1965 |         | 6       |         | Nikolaj Sevostjanov (3. místo ve ČSSR) / Endel Kiisa   |
| 1968 | 3       |         |         | Nikolaj Sevostjanov                                    |
| 1969 | 1       |         |         | Endel Kiisa                                            |

Po skončení účasti na mistrovství světa stavěl výrobce Vostoku " Vniimotoprom " jednodušší a levnější motocykly určené pro národní soutěže a také pro motoball. Motoball je fotbal v sedle motocyklů a byl oblíbeným sportem v SSSR. Motocykly Vostok pro tento sport měly dvoudobý, jednoválcový, vzduchem chlazený motor o objemu 250 a výkonu 34 koní. Zvláštností byla dvoustupňová převodovka se dvěma řadicími pákami (na každé straně jedna). 

## Další vývojové práce
22. září 1965 přijala Nejvyšší rada národního hospodářství usnesení o vytvoření Celosvazového vědecko-výzkumného konstrukčního a technologického institutu motocyklů a maloobjemových benzinových spalovacích motorů (VNIIMotoprom) na základě CKEB.
Jednou z nejzajímavějších prací ústavu v 60. a 70. letech byl vývoj motoru s rotačním pístem. Experimenty s motorem tohoto typu začaly již v roce 1960; v roce 1961 byla vyrobena první verze takového motoru, RPD-250. Motor bohužel vykazoval špatné výsledky, měl pouze 8,5 „koně“. Následující motor typ RD-350V byl větší, ale i přes snahu o odstranění nedostatků nebyl motor vhodný pro sériovou výrobu. Motor RD-500 a jeho nástupce RD-501 byl odolnější vůči opotřebení a jeho výkon dosáhl 40 „koní“. Tento motor byl testován v rámu Dněpr MT-9, další motory byly testovány v podvozku původní konstrukce VNIIMotoprom.
V polovině 60. let ústav zahájil vývoj automatických variátorů a v roce 1971 byla vyrobena pilotní série mopedů Selena s převodovkou tohoto typu. V 70. letech se VNIIMotoprom zabýval tvorbou závodních motocyklů společně s motocyklovými závody Minsk a Riga a offroad motocyklů s postranním vozíkem - společně s motocyklovým závodem Irbit. Nejzajímavějším vývojem 80. let byla řada krosových motocyklů 125 ccm "Vostok", která využívala nejmodernější technická řešení té doby: kapalinové chlazení motoru, speciální povlak válců, kotoučové brzdy, zadní odpružení s jednou jednotkou. Následně byla tato konstrukční řešení použita u prototypu 125 ccm off-road motocyklu. V 90. letech se VNIIMotoprom změnil na OJSC Motoprom.